# Gravure au trait

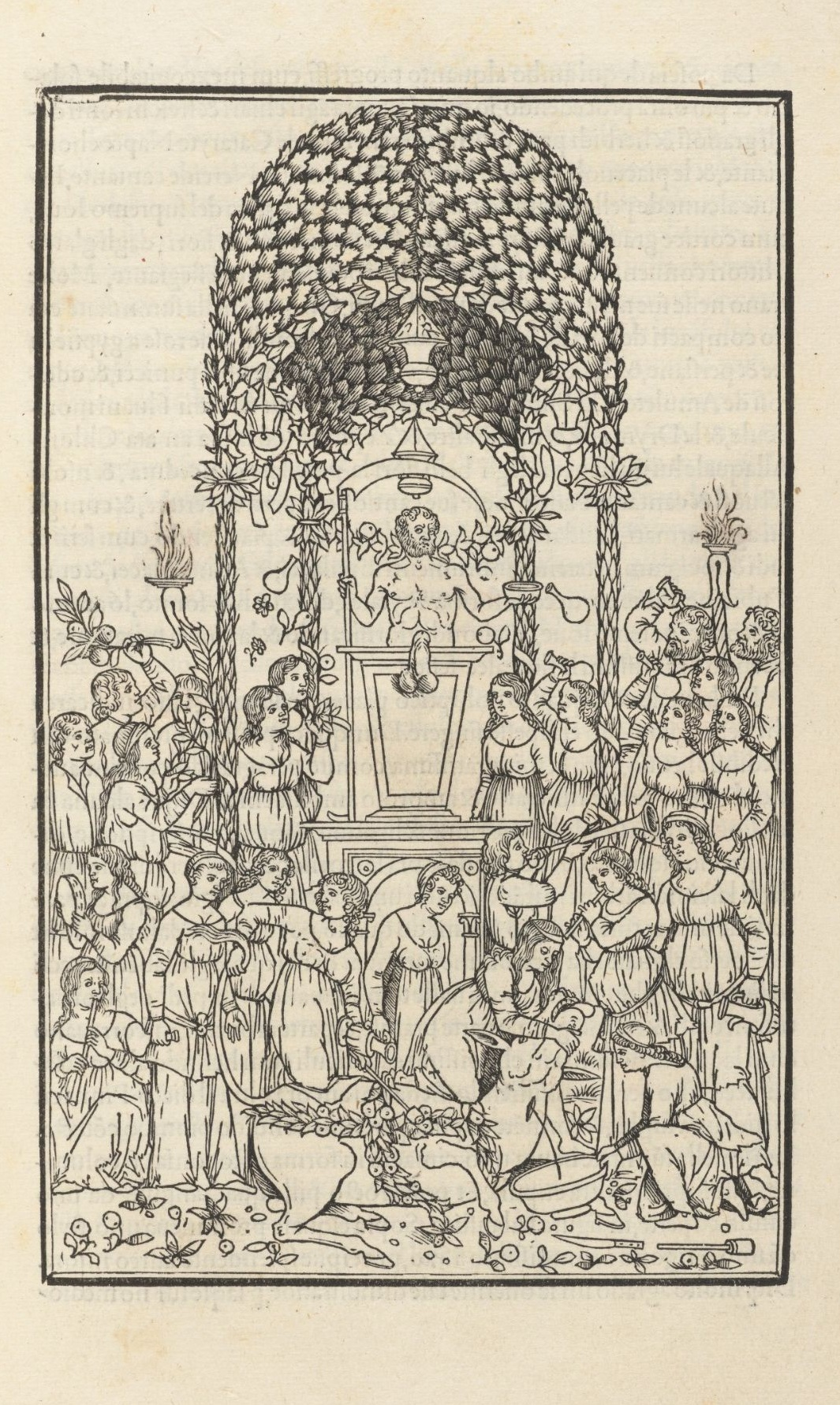
Illustration extraite du Songe de Poliphile (gravure sur bois, 1499).

La gravure au trait est une technique de transposition d'un motif dessiné ou peint en ses simples contours, faisant abstraction des demi-teintes et valeurs de la composition originelle. Le résultat au moment de l'impression se caractérise par une ligne claire très marquée. Cette technique remonte aux origines de la gravure même. De façon très concrète, le graveur dessine directement sur une matrice en bois ou en métal les contours du motif, sans se soucier des ombres, des nuances qui permettent d'accentuer les volumes. Quand il s'agit de gravure sur métal, ceux-ci peuvent éventuellement être traduits ultérieurement par d'autres techniques comme l'aquatinte et la manière noire. Au XVIIIe siècle, les gravures au trait étaient souvent rehaussées à la couleur, au pinceau. Elle redevient en vogue vers 1800 et caractérise les travaux d'impressions de style néoclassique, puis connaît une nouvelle renaissance à la fin du XIXe au moment des Arts and Crafts.
La notion de gravure au trait s'oppose à celle de gravure de teinte.
Avec le développement des techniques de reproduction photomécanique des images au XIXe siècle, on parle de cliché de trait, terme désignant une estampe gravée, imprimée sur du papier qui peut être utilisée directement comme illustration, sans passer par un procédé de détramage ou de reconstitution des valeurs. Lors du clichage, le trait était en effet directement traduit dans la plaque, généralement du zinc. 
En anglais, la notion de line engraving est un peu plus complexe, voire floue, et n'est pas synonyme de « gravure au trait ».
Ces expressions, désormais quelque peu obsolètes, étaient surtout utilisées pour désigner les illustrations publicitaires dans les magazines et autres ouvrages, ainsi que pour les reproductions de peintures, de sculptures, d'ouvrages d'architecture.